# 화랑로 (인천)
화랑로(Hwarang-ro)는 인천광역시 부평구 산곡동에 있는 도로이다. 또한 해당 도로명은 이 지역을 화랑농장이라 부르던 옛 지명에서 유래되었다.

## 노선 정보
- 총 연장 : 1.552 km
- 기점 : 인천광역시 부평구 산곡동 산40-4 (마장로와 접촉)
- 종점 : 인천광역시 부평구 산곡동 362-1 (마장로와 접촉)

## 지리
- 통과하는 지자체 : 인천광역시 부평구 산곡동
- 통과하는 도로 : 마장로, 경원대로[A]

### 주변 시설
- 청산아파트
- 선포아파트
- 협성요양원
- 인평자동차고등학교
- 부광고등학교
- 부평서중학교
- 선포산
- 인근 지역 : 부평현대아파트 3주구, 청하아파트